# Arabiske ørken
Den arabiske ørken er en stor ørken i Saudi-Arabien, Yemen, Qatar, Oman, Jordan, Syrien og Irak, og den dækker store dele af den arabiske halvø. Det totale ørkenareal er 2.330.000 km², og mod sydøst i ørkenen ligger det ubefolkede og golde sandlandskab Rub al-Khali. I ørkenen findes også saltområder.
I vest hæver Hejjaz-bjergene sig med mere nedbørrige områder, hvor der er grundlag for en vis dyrkning, husdyrhold og flora. Rub al-Khali har kun 37 plantearter, hvoraf kun de to er endemiske. De vigtigste arter er Calligonum crinitum, Cornulaca arabica, Cyperus conglomeratus, Dipterygium glaucum, Limeum arabicum og Zygophyllum mandavillei. Træer omfatter Acacia ehrenbergiana og Prosopis cineraria.
Dyrelivet i den arabiske ørken omfatter gazelle, oryx og arter af firben. Jagt har ført til udryddelse af sjakal og hyæne, mens hvid oryx og sandgazelle er udrydningstruede. Miljøet og mange habitater trues desuden af industriudbygning, offroad-kørsel, byvækst, olieudslip, og overgræsning med husdyr. Olieforureningen under Golfkrigen i 1991 ødelagde særlig dyrelivet i den Persiske bugt.
Klimaet er ekstremt tørt med ringe (35 mm) eller ingen nedbør, og temperaturerne veksler fra ekstrem varme (40-50 °C) om dagen til frysepunktet (< 0 °C) nattetid.
Vigtige naturressourcer er olie (i øst), fosfor, naturgas og svovl.
18°16′02″N 42°22′05″Ø / 18.2672°N 42.3681°Ø